# Formiga (Minas Gerais)
Formiga é um município brasileiro no interior do estado de Minas Gerais, Região Sudeste do país. É a principal cidade da Região Geográfica Imediata de Formiga, que compõe a Região Geográfica Intermediária de Divinópolis. Localiza-se no oeste mineiro e sua população, segundo dados do censo 2022, era de 68 248 habitantes.

## História
Os primeiros registros de desbravamento da região são relacionados à criação da Picada de Goiás, em 1737. Também chamada de Caminho de Goiás, era uma das Estradas Reais, que ligavam minas e permitiam explorar e escoar o ouro. Com o tempo, a Coroa proibiu, sob pena de morte, a criação de caminhos que levassem às minas. A Picada de Goiás ligava São João del-Rei ao rio São Francisco.
Até 1748, Goiás era uma simples comarca da capitania de São Paulo. Em 1744, os portugueses da comarca de São João del-Rei, a mando de Gomes Freire, tomaram da Vila de Pitangui, comarca de Sabará, o Arraial do Tamanduá. [carece de fontes?] Dali para frente, até o rio São Francisco, tudo ficava "entre a capitania de Minas Gerais e de Goiás", inclusive o Quilombo do Ambrósio, que, conforme sempre afirmou o historiador Leopoldo Corrêa, ficava ao norte da atual Cristais-MG. A capitania de São Paulo foi extinta em 1748, quando passou a ser subordinada à do Rio de Janeiro. Nesse mesmo ano, foram criadas as capitanias de Goiás e de Mato Grosso. 
Nessa ocasião, Gomes Freire usurpou da extinta São Paulo o que é o atual Sudoeste de Minas Gerais. Contudo, ele não teve o mesmo êxito na tentativa de agregar o Triângulo, então goiano, à capitania mineira. Inconformado por não ter conseguido destruir os quilombos em 1746 — o que causou a extinção do imposto de capitação —, Gomes Freire mandou invadir, em 1759, o Triângulo e subjugar os rebeldes do Sudoeste. Ainda assim, o Triângulo continuou goiano. [carece de fontes?]
Desse modo, Inácio Correia Pamplona, segundo ele mesmo declarou em processo de justificação de 1803, foi contratado pelo próprio Gomes Freire para continuar a empreitada de tomar de Goiás o atual Triângulo Mineiro, o que teria feito a partir de 1766, passando sempre, no seu ir e vir, por Formiga e região (como consta no diário e roteiro da suposta expedição que, em 1769, empreendeu a mando do conde Valadares). Desde então, Inácio Correia Pamplona passou a parasitar política e administrativamente toda a região, sempre tentando distorcer os fatos de maneira a puxar, para a sua história, fatos e feitos de outras pessoas, como Antônio João de Oliveira, Bartolomeu Bueno do Prado, Inácio de Oliveira Campos, João de Godoy Pinto da Silveira e muitos outros.
Com o passar do tempo, vários sesmeiros começaram a se instalar pelo caminho, dando origem a diversas fazendas. Foram concedidas 25 sesmarias aos desbravadores, para que pudessem desenvolver a região. Com a instalação dessas fazendas, também deu-se início à fuga de escravos. Registra-se, à época, uma carta a D. Maria I relatando a imensa quantidade de escravos fugidos na região. Houve várias expedições para capturar os fugitivos e destruir os quilombos formados. A mais célebre, registrada em documentos da época, foi a investida do capitão Manoel de Sousa Portugal contra o Quilombo do Ambrósio.
A respeito do Quilombo do Ambrósio e os demais quilombos da Caminho de Goiás, Luiz Gonzaga da Fonseca, em "História de Oliveira", narra os ataques dos quilombolas:
"Não há dúvida que esta invasão negra fora provocada por aquele escandalosa transitar pela picada, e que pegou a dar na vista demais. Goiás era uma Canaã. Voltavam ricos os que tinham ido pobres. Iam e viam mares de aventureiros. Passavam boiadas e tropas. Seguiam comboios de escravos. Cargueiros intérminos, carregados de mercadorias, bugigangas, miçangas, tapeçarias e sal. Diante disso, negros foragidos de senzalas e de comboios em marcha, unidos a prófugos da justiça e mesmo a remanescentes dos extintos cataguás, foram se homiziando em certos pontos da "Picada de Goiás". Essas quadrilhas perigosas, sucursais dos quilombolas do Rio das Mortes, assaltavam transeuntes e os deixavam mortos no fundo dos boqueirões e perambeiras, depois de pilhar o que conduziam. Roubavam tudo. Boiadas. Tropas. Dinheiro. Cargueiros de mercadorias vindos da Corte (Rio de Janeiro). E até os próprios comboios de escravos, matando os comboeiros e libertando os negros trelados. E com isto, era mais uma súcia de bandidos a engrossar a quadrilha. E do combate a essa praga é que vai surgir a colonização do território e região.. Sobre estas alegações, veja item específico A Violência no Caminho de Goiás e o Quilombo do Ambrósio.
Em 1764, o então governador de Minas Luís Diogo Lobo da Silva, parte em viagem pelo centro-oeste e sudoeste do atual estado, passando por Itapecerica (à época Tamanduá), pela Fazenda do Pouso Alegre e pelo Quilombo de Formiga, onde residia sesmeiro, Antônio José, o Torto, sob o comando do qual criou uma Esquadra de Cavalaria Auxiliar. Dali, prosseguiu sua viagem de 365 léguas visando a consolidar o abocanhamento do atual Sudoeste de Minas que, até 1748, pertencera à extinta Capitania de São Paulo.
Objetivando desenvolver os povoados da região, a fim de diminuir o número de pessoas desocupadas no estado, ele convida Inácio Correia Pamplona para se instalar na região. Em 1767, o governador concede a Inácio Correia Pamplona e seus acompanhantes 20 sesmarias na região. A de Inácio, posteriormente, deu origem ao município de Bambuí. A região, que mais tarde se tornaria os município de Formiga e Córrego Fundo, foi entregue a Domingos Antônio da Silveira.
Entre a concessão das 25 semarias da Picada de Goiás e a concessão das 20 sesmarias por Luís Diogo Lobo da Silva; houve a abertura de mais uma picada entre Tamaduá e Piumhi. Essa picada, visava um encurtamento de caminho entre os povoados. Esse caminho, que foi aberto pelos primos Estanislau de Toledo Pisa e Feliciano Cardoso de Camargos, seguia um antigo caminho feito por índios e escravos fugidos. A Picada de Tamanduá a Piumí, como ficou conhecida, foi a que deu origem ao povoamento de Formiga.

### A origem do nome
Segundo a tradição popular, o nome da cidade surgiu graças à denominação dada ao rio que a corta. Conta-se que um grupo de tropeiros passando pelo caminho, resolve fazer paragem à beira do rio. Durante a noite, seu carregamento de açúcar é atacado por formigas. Dado esse episódio, resolveram nomear o rio de Rio Formiga.
A origem do nome também é atribuída a Inácio Correia Pamplona, que equiparou os penedos da região, aos Ilhéus das Formigas, nos Açores.
A versão histórica mais aceitável, é que a origem do nome da cidade é proveniente dos índios e escravos fugidos que passavam pelo local. Considerando que a Picada de Tamandua a Piumí visava a redução do caminho, é de se pensar que havia trânsito constante também de índios e escravos fugidos pelo caminho. Foram estes então, que deram nome ao rio que, posteriormente, deu nome ao povoado que se ergueu.

### O primeiro morador
Estima-se que os primeiros habitantes começaram a se estabelecer na região, de forma definitiva, em 1749. A primeira capela foi erguida por solicitação de João Gonçalves Chaves, no ano de 1765. Segundo Saint-Hilaire, em sua passagem na região no ano de 1819, ele encontrou um homem centenário, que se dizia o primeiro a estabelecer-se no local e que fora quem lançou os alicerces da capela. Sendo assim, João Gonçalves Chaves é considerado o primeiro morador do povoado.

### Saint-Hilaire
Em 1819, o naturalista francês Auguste de Saint-Hilaire, em expedição pelo Brasil, passou por Formiga. Em seu livro Viagem às nascentes do rio S. Francisco e pela província de Goiás, ele relata sua passagem pelo então Arraial de Formiga:
"Chegado a Formiga fui apresentar ao comandante da povoação a carta que o capitão-mor de Tamanduá em entregara para ele, e na qual lhe dava ordem para e arranjar um pedestre para me escoltar até Pium-í. O comandante me recebeu muito bem e me recriminou por me ter apeado no albergue.
Encontrei reunidos na sua casa, os principais habitantes de Formiga, que eram mercadores e pertenciam à nossa raça. Segundo o costume em vigos nos lugarejos e pequena cidades, usavam uma vestéa de chita, e, por cima desta, uma capa de tecido grosso de lã; seus modos eram mais ou menos dos nossos burguêses do campo. Falou-se muito da França, e me inquiriam se era verdade que as mulheres lá gosavam de tanta liberdade como um outro francês assegurara, passando por esta zona algum tempo antes. Confirmei o que dissera meu compatriota, e as explicações que fiz a respeito pareceram tão estranhas, que um dos assistentes exclamou, pondo as mãos na cabeça: Deus nos livre de semelhante desgraça! Essa pobre gente não pensava que o prisioneiro julga em não tem obrigação nenhuma com o carcereiro que o guarda, e que mais frequentemente se é enganado pelo seu escravo do que pelo homem livre em que se depositou confiança.
O arraial de Formiga está situado perto do rio que tem o seu nome, em um grade vale limitado por colinas cobertas de pastagens e bosques. As ruas dessa povoação são mal alinhas, as casas afastada das outras, e quase todas pequenas e mal conservadas. A Igreja está construída na extreidade de uma grande praça, sobre uma plataforma um pouco mais elevada que o resto da vila; não tem teto, é quase nua no interior, e corresponde perfeitamente ao estado miserável das casas.
Vêm-se em Formiga,  várias lojas e vendas mal sortidas. Uma taboleta muito visível, encimada pelas armas de Portugal, indicava então aonde se vendias as bulas da Santa Cruzada. A loja melhor provida, pareceu-me ser a do biticário; o que exercia essa profissão era ainda um padre, que ele mesmo preparava os remédios, vendia-os e não deixava de dizer missa todos os dias."

### Padre Doutor Salvador
Natural de São João del-Rei, Salvador Godoy dos Passos, nascido em 1734, veio ainda moço para Formiga. O título de Padre Doutor deve-se ao seu comércio de boticário no arraial. Figura histórica ilustre no município, seus restos mortais foram sepultados na ainda Igreja de São Vicente Ferrer, onde serviu como padre durante muitos anos.
Caso o padre boticário citado por Saint-Hilaire fosse o Padre Doutor, este, em 1819, estaria com 85 anos de idade, fato que jamais deixaria de ser mencionado pelo ateciosíssimo sábio francês. Realmente, segundo concluiu o Historiador de Formiga, Dr. Leopoldo Corrêa, "nada provava (ou prova) ser o padre de nossas pesquisas". Anotou, ainda, que o Padre Doutor, cujo nome completo era Salvador Pais Godoi dos Passos, era mencionado em documentos como "Revmo. Dr.", ou seja, reverendíssimo doutor. E ele era mesmo formado em Cânones, ou seja, era mais que um bacharel em Direito, por isto, o seu título de Doutor. Convidado pelo Padre Gaspar Alves Gondin, vigário de Tamanduá, para ser capelão de Formiga, foi também o primeiro juiz de sesmarias da Comarca do Rio das Mortes na região de Formiga-MG, Cristais-MG e Candeias-MG. Segundo o Historiador José Gomides Borges, de Candeias-MG,o Padre Doutor, foi o Juiz de Sesmarias que demarcou judicialmente a Sesmaria do Capitão Domingos Rodrigues Lima Tendais, o primeiro sesmeiro da atual cidade Candeias, em 1 de setembro de 1766.
Antes da Demarcação Judicial da Sesmaria de Candeias, o Padre Doutor, demarcara uma outra, a mais antiga da região: A Sesmaria do Quilombo do Ambrósio, nome oficial com que datou todos os atos judiciais que praticou no processo da demarcação da sesmaria de Constantino Barbosa da Cunha, o primeiro sesmeiro da atual cidade de Cristais, concluído em 2 de julho de 1766, como provou documentalmente o Historiador Tarcísio José Martins, no site Mgquilombo, com tombamento oficial da toponímia "Primeira Povoação do Ambrósio" pela Lei Municipal nº 1.504 de 10.11.2009, aprovada pelo Poder Legislativo, sancionada e promulgada pelo Poder Executivo dessa vizinha cidade. Esse fato é a prova final de que o Quilombo do Ambrósio atacado em 1746 pelos capitães Antônio João de Oliveira e Manuel de Sousa Portugal, ficava mesmo em território da atual Cristais-MG.
O Padre Doutor nasceu em São João Del Rei, mas era filho de pais paulistas. Faleceu com testamento redigido aos 12 de dezembro de 1812 e aberto aos 22 de junho de 1814. Sem herdeiros necessários, deixou legados para vários irmãos e sobrinhos, bem como, para a Capela. Um povoado do município, na zona rural, leva seu nome.

### Elevação a vila
Pela Lei Provincial n.º 134, de 16 de março de 1839, o distrito, até então pertencente ao município de Itapecerica foi elevado à categoria de vila. .
Como já existia uma Vila das Formigas, Cônego Manuel Júlio de Miranda, sugere o nome Vila Nova da Formiga. O que é acatado por todos. O primeiro presidente da Câmara de Vereadores foi João Caetano de Souza.

### Elevação a município
Em 6 de junho de 1858, através da Lei provincial 880, Vila Nova de Formiga é elevada a cidade, com o nome de Formiga. Wenceslau Alves Belo era então presidente do município.

## Geografia

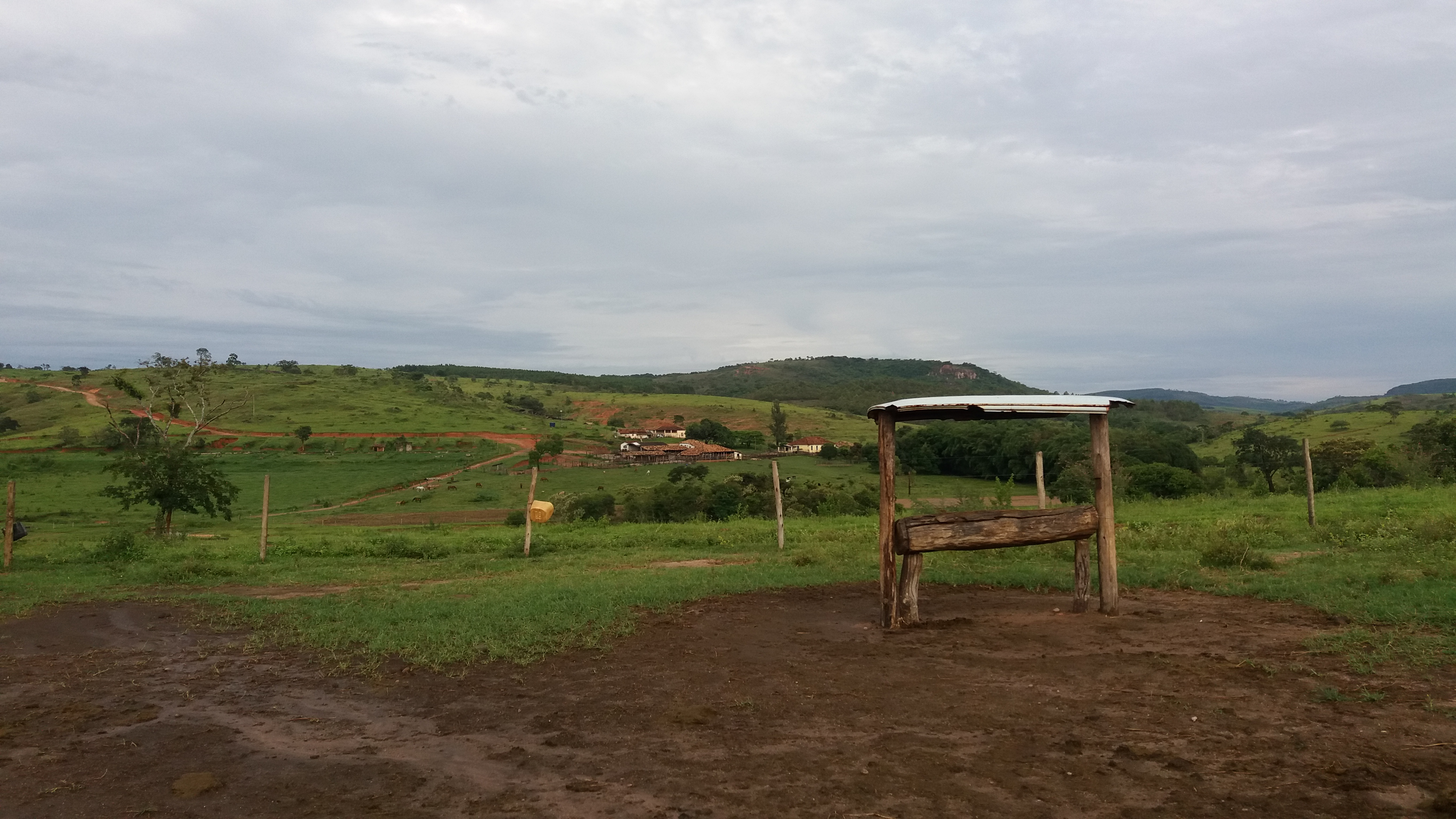
Relevo ondulado na zona rural de Formiga

De acordo com a divisão regional vigente desde 2017, instituída pelo IBGE, o município pertence às Regiões Geográficas Intermediária de Divinópolis e Imediata de Formiga. Até então, com a vigência das divisões em microrregiões e mesorregiões, fazia parte da microrregião de Formiga, que por sua vez estava incluída na mesorregião do Oeste de Minas.

### Rios e lagoas
Além de ser banhado pelo lago de Furnas, o Município de Formiga possui os seguintes rios e lagoas:
- Rios: Formiga, Mata Cavalo, Pouso Alegre, Lambari, Santana.
- Lagoas: Fundão, Timboré, Tabuões, Neves, Campo do Pasto e Lagoa do Josino.

### Clima
Segundo dados da estação meteorológica automática do Instituto Nacional de Meteorologia (INMET) no município, em operação desde agosto de 2006, a menor temperatura registrada em Formiga foi de 3,6 °C em 5 de agosto de 2011 e a maior atingiu 37,8 °C em 3 de outubro de 2020. O maior acumulado de precipitação em 24 horas foi de 134,8 milímetros (mm) em 6 de março de 2011. Acumulados iguais ou superiores a 100 mm em 24 horas também ocorreram em dezembro de 2008, nos dias 16 (117 mm) e 17 (115 mm). O menor índice de umidade relativa do ar (URA) ocorreu na tarde de 18 de julho de 2016, de apenas 10%. A maior rajada de vento alcançou 24,1 m/s (87,1 km/h) em 18 de outubro de 2006.
| Dados climatológicos para Formiga                                                                  | Dados climatológicos para Formiga | Dados climatológicos para Formiga | Dados climatológicos para Formiga | Dados climatológicos para Formiga | Dados climatológicos para Formiga | Dados climatológicos para Formiga | Dados climatológicos para Formiga | Dados climatológicos para Formiga | Dados climatológicos para Formiga | Dados climatológicos para Formiga | Dados climatológicos para Formiga | Dados climatológicos para Formiga | Dados climatológicos para Formiga |
| Mês                                                                                                | Jan                               | Fev                               | Mar                               | Abr                               | Mai                               | Jun                               | Jul                               | Ago                               | Set                               | Out                               | Nov                               | Dez                               | Ano                               |
| -------------------------------------------------------------------------------------------------- | --------------------------------- | --------------------------------- | --------------------------------- | --------------------------------- | --------------------------------- | --------------------------------- | --------------------------------- | --------------------------------- | --------------------------------- | --------------------------------- | --------------------------------- | --------------------------------- | --------------------------------- |
| Temperatura máxima recorde (°C)                                                                    | 34,3                              | 35                                | 33,5                              | 32,5                              | 30,9                              | 30,1                              | 30,7                              | 33,7                              | 37,7                              | 37,8                              | 36,7                              | 33,8                              | 37,8                              |
| Temperatura máxima média (°C)                                                                      | 29,6                              | 30,5                              | 29,8                              | 29                                | 26,5                              | 25,7                              | 26,2                              | 28,2                              | 29,3                              | 29,8                              | 28,8                              | 29,1                              | 28,5                              |
| Temperatura mínima média (°C)                                                                      | 19,1                              | 18,7                              | 18,3                              | 16,4                              | 12,7                              | 10,6                              | 10,1                              | 11,2                              | 14,4                              | 16,8                              | 18                                | 18,8                              | 15,4                              |
| Temperatura mínima recorde (°C)                                                                    | 15,3                              | 14,5                              | 13,2                              | 10,4                              | 5,3                               | 4                                 | 3,8                               | 3,6                               | 7,5                               | 10,2                              | 10,7                              | 13,1                              | 3,8                               |
| Precipitação (mm)                                                                                  | 259,1                             | 194,9                             | 156,4                             | 73,2                              | 43,5                              | 13,5                              | 12,3                              | 21,2                              | 61,3                              | 120                               | 198,4                             | 275,1                             | 1 428,9                           |
| Fonte: Jornal do Tempo (médias de temperatura) e EMBRAPA (médias de precipitação)                  |                                   |                                   |                                   |                                   |                                   |                                   |                                   |                                   |                                   |                                   |                                   |                                   |                                   |
| Fonte 2: Instituto Nacional de Meteorologia (INMET) (recordes de temperatura: 17/08/2006-presente) |                                   |                                   |                                   |                                   |                                   |                                   |                                   |                                   |                                   |                                   |                                   |                                   |                                   |

## Política

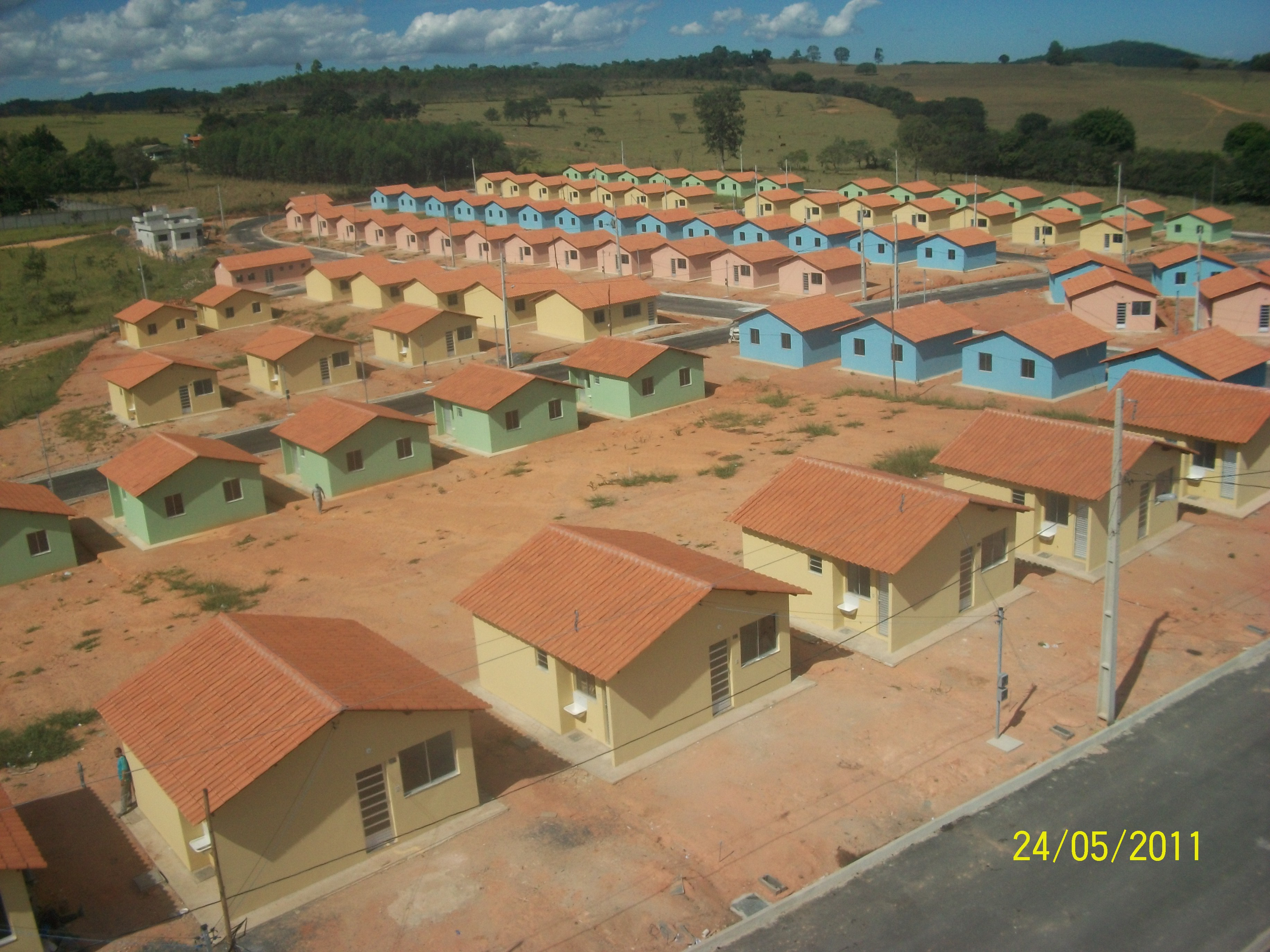
Habitações populares na cidade

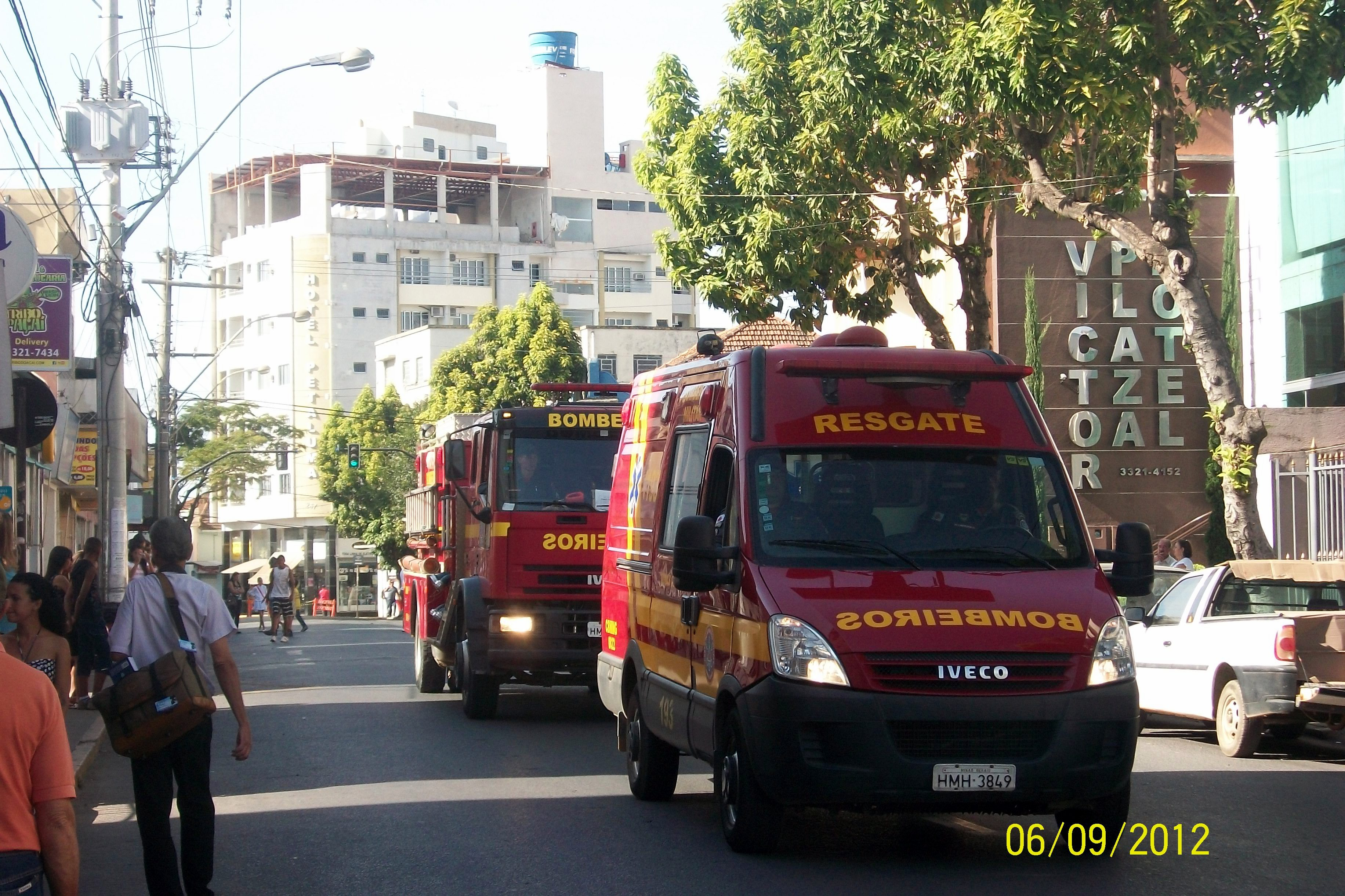
Viaturas do Corpo de Bombeiros em circulação na cidade

Desde 1839 incluindo a data da emancipação política do município de Formiga, 06 de Junho de 1858, Formiga teve 42 Governantes, divididos historicamente da seguinte maneira:

#### Intendentes de 1839 a 1932
1. 1839 a 1844 – João Caetano de Souza
2. 1844 a 1848 – Francisco José da Costa Machado
3. 1849 a 1852 – João Caetano de Souza
4. 1852 a 1856 – Francisco José da Costa Machado
5. 1856 a 1860 – Wenceslau Alves Belo
6. 1861 a 1869 – Manuel Teixeira de Magalhães Leite Júnior
7. 1870 a 1873 – Ananias Manuel Teixeira
8. 1873 a 1877 – Francisco José da Costa Machado
9. 1877 a 1881 – Juvêncio Gomes Rodrigues da Silva
10. 1881 a 1883 – Custódio José Machado
11. 1884 a 1887 – José Carlos Ferreira Pires
12. 1887 a 1889 – Padre Olímpio Ribeiro de Souza
13. 08/03/1890 a 22/07/1890 – Manoel Antônio Ribeiro
14. 1890 a 1892 – Antônio Tomás Barbosa Machado
15. 1892 a 1897 – João Marciano de F. Pereira, o Barão de Piumhi.
16. 1898 a 1908 – José Bernardes de Faria
17. 1908 a 1909 – Dr. Bernardino Antunes Corrêa
18. 1909 a 1911 – Jovino Mendes Ribeiro
19. 1911 a 1912 – Antônio Olinto da Fonseca
20. 1912 a 1913 – José Bernardes de Faria
21. 1913 a 1918 – Cel. José Gonçalves D’ Amarante
22. 1918 a 1932 – Dr. Newton Ferreira Pires

#### Prefeitos nomeados de 1932 a 1947
1. 1932 a 1937 – Cel. José Justino Rodrigues Nunes
2. 26/09/1934 a 28/02/1935 – Alberico Salazar
3. 1937 a 1941 - Dr. Paulo Vieira de Brito
4. 1941 a 1945 – Carlos Marinho Camarão
5. 05/07/1945 a 11/11/1945 – Dr. Leopoldo Correa
6. 14/11/1945 a 02/02/1946 – Dr. José Pery Barbosa de Castro
7. 03/02/1946 a 07/08/1947 – Frederico Aluísio Soares
8. 08/08/1947 a 08/12/1947 – Doutor Agenor de Oliveira

#### Prefeitos eleitos de 1947 a 2025
1. 1947 a 1950 – Cel. José Justino Rodrigues Nunes e Vice Prefeito: Dr. Mário de Castro, ambos da UDN.
2. 01/04/1950 a 16/04/1950 – Dr. Orozimbo Gomes de Almeida
3. 17/04/1950 a 16/10/1950 – Dr. José da Cruz Rodrigues Vieira
4. 17/10/1950 a 31/01/1951 – Geraldo Antônio Ribeiro
5. 1952 a 1955 – Dr. Sócrates Bezerra de Menezes e Vice Prefeito: Cel. Florêncio Rodrigues Nunes, ambos da UDN.
6. 1955 a 1959 – Dr. Ary Aluísio Soares e Vice Prefeito: Benedito Basílio do Carmo, o “Benê Basílio”, ambos do PTB.
7. 1959 a 1962 – Mariano Silva e Vice Prefeito: Arnaldo Barbosa (primeiro vice eleito prefeito de Formiga em 1970, para o biênio de 71 a 72), ambos do PSD.
8. 1963 a 1966 – Luiz Rodrigues Belo Primo e Vice Prefeito: Dr. Vicente de Paula Vaz (Dr. Filhinho), ambos da UDN.
9. 1967 a 1970 – Mariano Silva e Vice: Roldão Nogueira, ambos da ARENA. Candidato único.
10. 1971 a 1972 – Arnaldo Barbosa e Vice Prefeito: José Vicente, ambos da ARENA.
11. 1973 a 1976 – Lufrido Nascimento de Oliveira e Vice Prefeito: Dr. Leopoldo Correa, ambos da ARENA.
12. 1977 a 1982 – Antonio da Cunha Resende Ninico e Vice Prefeito: Eduardo Brás Neto Almeida, ambos do MDB.
13. 1983 a 1988 – Eduardo Brás Neto Almeida e Vice Prefeito: Dr. José Mozart Arantes, ambos do PMDB.
14. 1989 a 1992 – Jaime Ribeiro de Mendonça (PL, atual PR) e Vice Prefeito: Dr. Carlos Donizeth da Silva (PDT).
15. 1993 a 1996 – Juarez Eufrásio de Carvalho e Vice Prefeito: Alvimar Gilberto Vaz (Mamaro), ambos do PL (atual PR). Único vice que faleceu durante o mandato.
16. 1997 a 2000 – Eduardo Brás Neto Almeida e Vice Prefeito: Elizaldo Frade (Fradinho), ambos do PSDB.
17. 2001 a 2004 – Juarez Eufrásio de Carvalho (PMDB) e Vice Prefeito: Osmar Lourenço Vaz (PST, atual PR).
18. 2005 a 2008 – Aluísio Veloso da Cunha (PT) e Vice Prefeito: Alvano Resende Pieroni (PL, atual PR).
19. 2009 a 2012 – Aluísio Veloso da Cunha (PT) e Vice Prefeito: Antônio Carlos Lamounier (Antônio Metralha) (PSB).
20. 01/01/2013 a 03/09/2016 – Moacir Ribeiro da Silva (PMDB) e Vice Prefeito: Eduardo Brás Neto Almeida (PSDB).
21. 04/09/2016 a 31/12/2016 – Eduardo Brás Neto Almeida (PSDB), em virtude do afastamento judicial do prefeito Moacir Ribeiro da Silva (PMDB).
22. 2017 a 2020 – Eugênio Vilela Júnior (PP) e Vice Prefeito: Cid Correa Mesquita (PSD).
23. 2021 a 2024 – Eugênio Vilela Júnior (DEM) e Vice Prefeita: Adriana de Oliveira (Avante).
24. 2025 a 2028 – Cel. Laércio dos Reis Gomes (PL) e Vice Prefeita: Taciana Mezêncio Carvalho Almeida Braga (PRD).

## Bairros

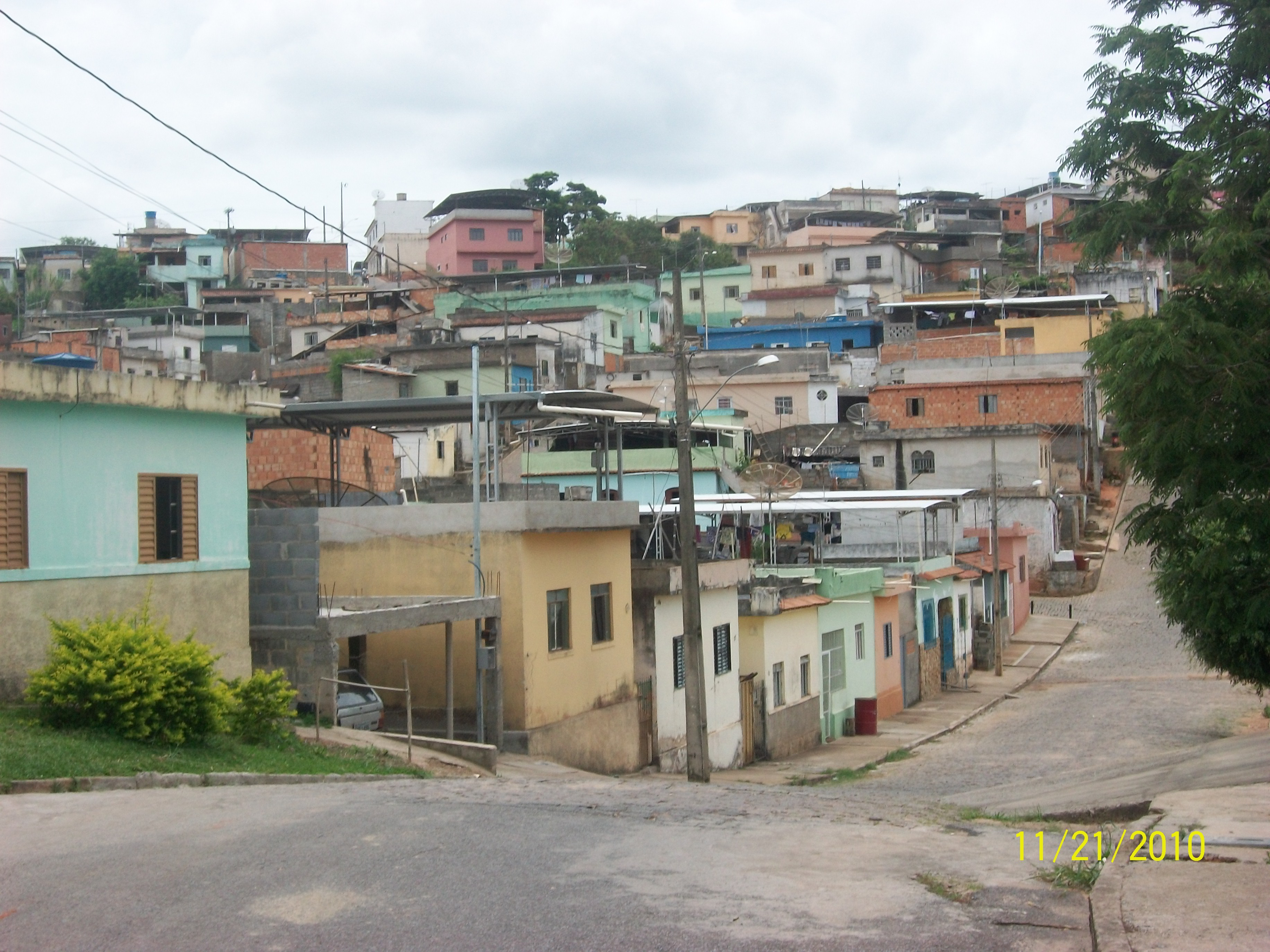
Vista parcial do bairro São Luiz

Atualmente, Formiga possui 95 bairros:
| Água Vermelha            | Jardim América           | Palmeiras                | Vargem Grande                   |
| Alto dos Pinheiros       | Jardim das Acácias       | Planalto                 | Vila Bom Pastor                 |
| Alto da Praia            | Jardim Elza Dinorah      | Pôr-do-Sol               | Vila Carmelita                  |
| Alvorada                 | Jardim Guanabara         | Quarteis                 | Vila Castro                     |
| Andorinhas               | Jardim Minas Gerais      | Quinzinho                | Vila Didi                       |
| Areias Brancas           | Jardim Montanhez         | Ramiro Batista da Costa  | Vila Esperança                  |
| Balbino Ribeiro da Silva | Jardim Morumbi           | Recanto da Praia         | Vila Ferreira                   |
| Beira Rio                | Jardim Primavera         | Rosa Mística             | Vila Formosa                    |
| Bela Vista               | José Honorato de Castro  | Rosário                  | Vila Imperial                   |
| Centenário               | Lagoa do Fundão          | Sagrado Coração de Jesus | Vila Irba                       |
| Centro                   | Lajinha                  | Santa Luzia              | Vila Jardim Colorido            |
| Cidade da Serra          | Leal                     | Santa Tereza             | Vila José Branco                |
| Cidade Nova              | Mangabeiras              | Santana I                | Vila Maria Conceição de Castro  |
| Condomínio Morada do Sol | Maringá                  | Santana II               | Vila Maria Cristina             |
| Condomínio Village       | Nossa Senhora Aparecida  | Santo Antônio            | Vila Nirmatele                  |
| Del Rey                  | Nossa Senhora de Lourdes | São Cristóvão            | Vila Operária São José          |
| Dom Couto                | Nova Conquista           | São Geraldo              | Vila Padre João da Mata Rodarte |
| Eldorado                 | Nova Vista               | São Lourenço             | Vila Padre Remaclo Fóxius       |
| Engenho de Serra         | Novo Horizonte           | São Luiz                 | Vila Santa Maria                |
| Ércio Rocha              | Novo Jardim Alvorada     | São Raimundo             | Vila São Domingos               |
| Esplanada do Castelo     | Novo Santo Antônio       | Saudade                  | Vila São Vicente                |
| Geraldo Veloso           | Ouro Branco              | Serra Verde              | Vila Souza e Silva              |
| Industrial               | Ouro Negro               | Tino Pereira             | Vista Alegre                    |
| Jardim Alvorada          | Ouro Verde               | Universitário            |                                 |

## Turismo

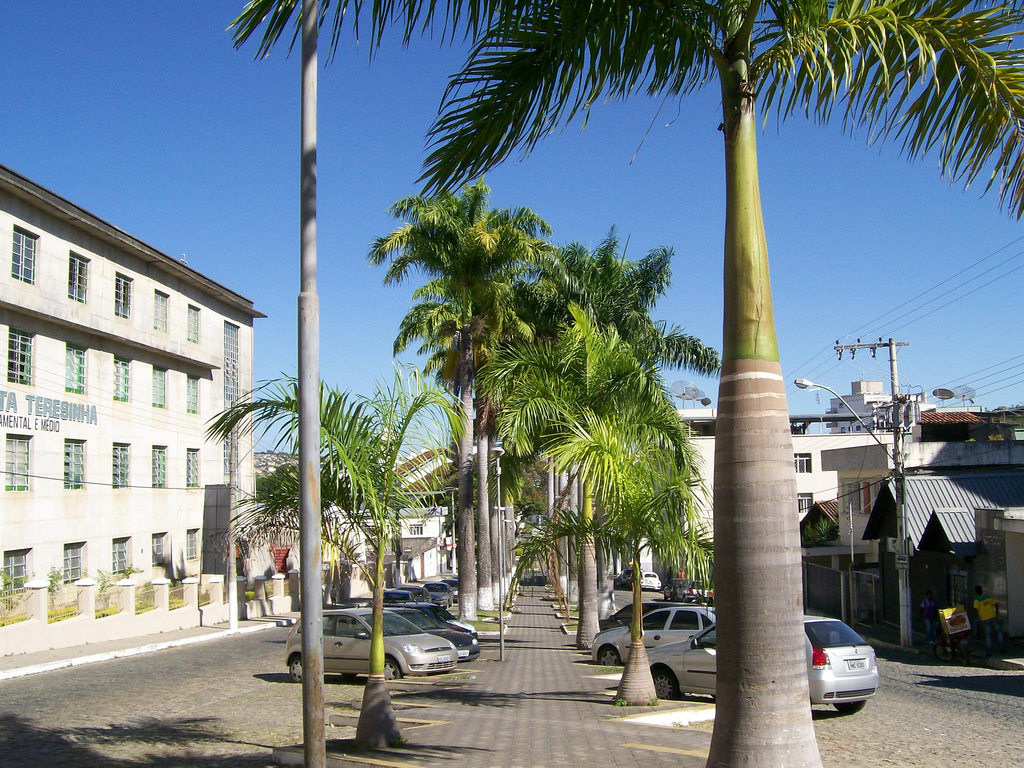
Aspecto da cidade, na Praça da Matriz.

O município faz parte do circuito turístico Grutas e Mar de Minas.

### A cidade da bomba

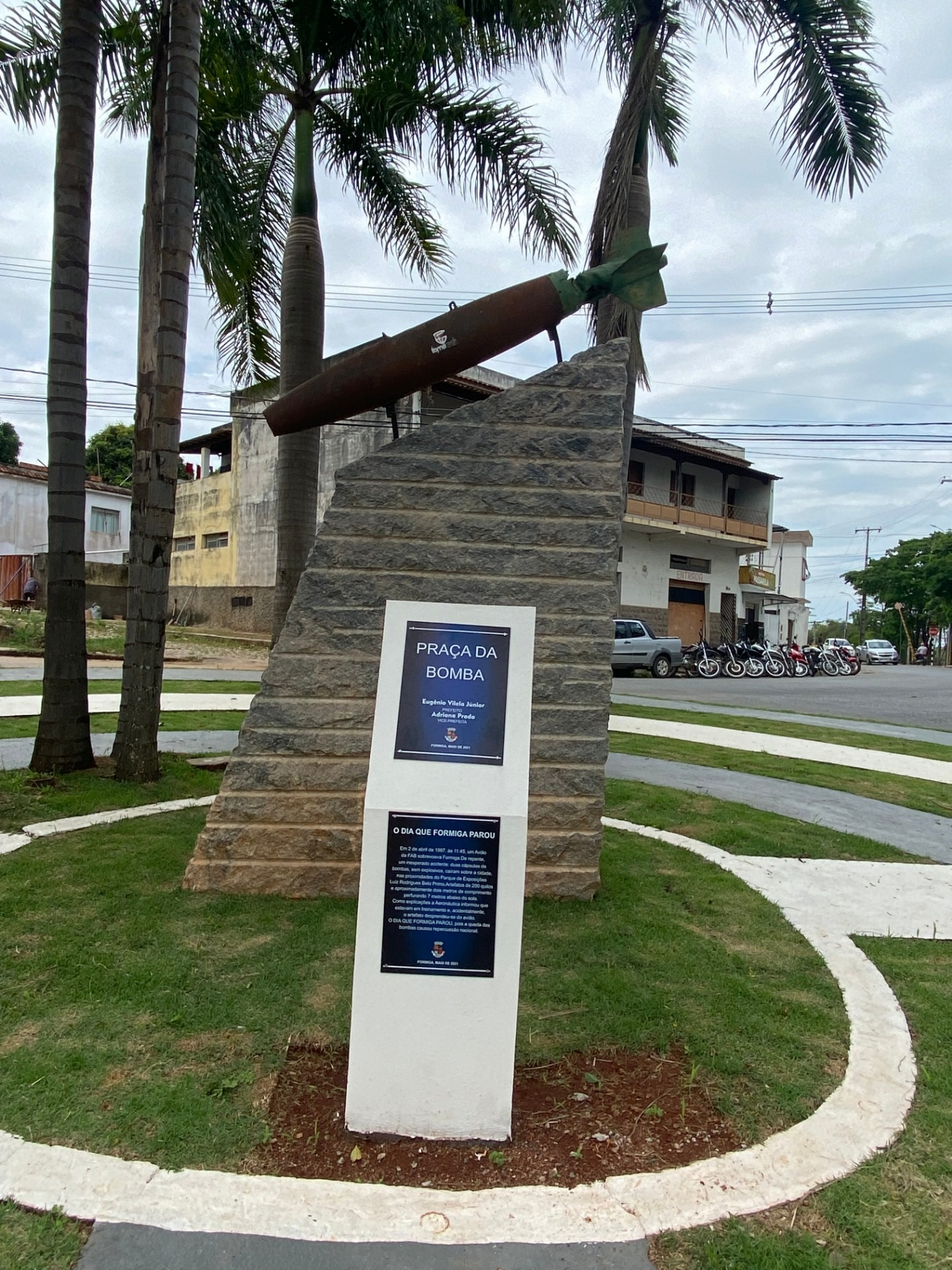
Praça da bomba, localizada exatamente onde os artefatos caíram.

No dia 2 de abril de 1987 dois aviões da Força Aérea Brasileira (FAB) realizavam um treinamento sobre a cidade de Formiga e estavam simulando ações de combate. Foi quando acidentalmente duas bombas se desprenderam dos caças e caíram em uma região próximo ao Parque de exposições. Por se tratar de um treinamento, as bombas não estavam carregadas de explosivos, porém, devido ao impacto, uma delas atingiu e danificou o muro do parque eu o outro artefato caiu cerca de 20 metros, abrindo uma grande cratera no chão.

### Pontos turísticos
- Igreja Matriz São Vicente Ferrer;
- Museu Municipal;
- Monumento do Cristo Redentor;
- Parque Municipal Dr. Leopoldo Corrêa;
- Terminal Rodoviário
- Praça da Bomba;
- Horto Florestal;
- Lago de Furnas (Balnerários);
- Centro de Artesanato;
- Cachoeiras e Lagoas.

### Museu Histórico Municipal[38]
O Museu Histórico Municipal Francisco Fonseca foi inaugurado em 5 de junho de 2003, na gestão do prefeito Juarez Carvalho. Ele tem exercido as funções de guardar e preservar a cultura, material de diversas famílias que residem em Formiga ao longo de sua história, interagindo com a comunidade.
Em 20 de abril de 1908, inaugurou-se com grande festa, o trecho da via férrea denominada Linha Tronco entre Formiga e Arcos, da Estrada de Ferro Oeste de Minas e ponto inicial da Estrada de Ferro Goiás. Nesta época foi também construída a Estação Ferroviária de Formiga, que durante várias décadas foi ponto central do município, responsável pelo escoamento de seus produtos para todo o país e por onde chegaram vários passageiros de várias as gerações, que fizeram história e o desenvolvimento do município.
No início dos anos 80, com o desenvolvimento da indústria automobilística, a Estação Ferroviária foi desativada para o transporte de passageiros, com a ferrovia estando restrita ao transporte de cargas. Chegando aos anos 90, o prédio já estava em estado irregular de conservação. No dia 27 de março o Prédio foi completamente restaurado à população formiguense, no qual hoje se encontra o Museu Municipal de Formiga, com todas as dependências reformadas, móveis funcionais e, principalmente, mantendo as características originais, que fizeram do local um dos pontos mais tradicionais de nosso município e onde se encontra também um "vagão" que foi reformado e funciona agora uma Biblioteca Pública.
Atualmente o museu dispõe de um acervo de cerca de 1000 peças.
Seu espaço é dividido em exposição permanente e temporária e são realizados todo ano.
O museu está cadastrado no Museu de Estado de MG, SBM - Sistema Brasileiro de Museus e na Associação Brasileira de Museologia.

#### Igreja São Vicente Ferrer[40]
A Igreja Matriz de São Vicente Férrer é uma obra do séc. XVIII. Em 1749, iniciou-se sua construção, quando ainda era a Primeira Capela do município de Formiga. Em 1765, é concluída a primeira fase de sua construção. Em 1873, foi feita uma ampliação, construindo o altar-mor, onde está localizada a imagem do padroeiro São Vicente Férrer. Sua construção é de adobe, toras de aroeira e o alicerce em grandes blocos de pedra. O seu estilo arquitetônico sofreu influências dos períodos Barroco e Rococó. A sua construção foi na transição destes períodos. Entalhes e pinturas originais de seus altares foram trabalhos de Ângelo Pagnaco, artista veneziano, que foi auxiliado por artistas e artesãos do município.
A 14 de julho de 1.832, o Decreto da Regência elevava à Paróquia diversos Curatos da Província de Minas Gerais, dentre eles o de Formiga. É importante salientar que nesse período vigorava no Império do Brasil o regime do Padroado, esse regime facultava ao soberano o direito de: criar dioceses, paróquias e também escolher os bispos. O decreto de criação da Paróquia São Vicente Férrer dizia: “A Regência, em nome do Imperador o Senhor D. Pedro II, tem sancionado, e manda que se execute a Resolução seguinte da Assembleia Geral da Província de Minas Gerais. Província de Minas Gerais Resolução seguinte da Assembleia Geral da Província de Minas Gerais: (...) Art. 8º – O Curato de Formiga do Tamanduá,” (Excerto do Decreto da Regência Imperial). É importante destacar que tanto a provisão da capela, nos idos de 1.765 quanto na criação da paróquia houve por parte das autoridades eclesiásticas de São Bento do Tamanduá (Itapecerica), certa resistência, e não fosse a disposição dos moradores do sítio de São Vicente Férrer da Formiga, os processos teriam se arrastado ainda mais. Segundo alguns historiadores o processo para a ereção da paróquia se arrastou de 1.814 a 1.832.
Além da suntuosidade de seus altares, a igreja possui um órgão de rara beleza. Em 1937, o Sr.Franz Stangelerger, sobrinho-neto de Schubert fez vir da Alemanha um órgão com 958 tubos, sendo o 5º maior do Brasil. O órgão se encontra na Matriz São Vicente Ferrer, e foi construído, todo em madeira, da Fazenda Bela Vista, de País, doada pelo Sr. Franz.

## Filhos ilustres
- Antônio Wagner da Silva
- Dona Beja
- João Teixeira Soares
- Éder Lopes
- Fábio de Melo
- Henrique Frade
- Mário de Castro
- Nonô Basílio
- Rodrigo Santiago
- Silviano Santiago
- Valéria Carvalho

## Curiosidades[42]
- Em 1.907, chegava a Formiga a energia elétrica, através da Usina da Charqueada. A Usina do rio Pouso Alegre data de 1.923, a Usina do Ribeirão dos Monteiros de 1.955 e a CEMIG, até hoje utilizada, veio para Formiga em 1.961.
- Em 20 de abril de 1.908, inaugura-se, com grande festa, o trecho da via férrea entre Formiga e Arcos, da Companhia da Estrada de Ferro de Minas, e ponto inicial da Estrada de Ferro Goiás.
- Em 6 de junho de 1.908, é fundada a Corporação Musical São Vicente Férrer, iniciativa dos trabalhadores da recém inaugurada ferrovia.
- Em 1.918, inaugurava-se o Grupo Escolar Rodolfo Almeida. Sua criação se deu pelo Decreto no 3.937, de 10 de julho de 1.913, e foi a primeira escola pública a se instalar em Formiga, mais de 60 anos após a emancipação político-administrativa do Município.
- Em 1.927, era finalmente inaugurada a agência dos Correios e Telégrafos em Formiga, (o serviço teve início em Minas Gerais em janeiro de 1.798), embora desde 1.840, através de decreto editado em 7 de março, funcionasse precariamente na Vila Nova da Formiga.
- Em 1.928, era inaugurada a Escola Normal Estadual (atual Escola Estadual Jalcira Santos Valadão).
- Ninguém poderia fazer a história de Formiga, silenciando D. Ana Jacinta de S.José ou melhor (D.Beja). Em seu testamento gentilmente mostrado por Pedro Afonseca e Silva a Dr. Leopoldo Corrêa, médico e escritor formiguense, D.Beja declara ser da cidade de Formiga, filha natural de Maria Bernardo dos Santos.
- Formiga foi também pioneira, em toda a América do Sul, na utilização de um aparelho de Raio X, como método de diagnóstico. Em 1895, o médico mineiro José Carlos Ferreira Pires soube dos Raios X ao ler uma revista alemã e acabou encomendando um aparelho. O Raio X foi embarcado para o Brasil e chegou a Formiga em lombo de burro e carro de boi.
- Nomes que Formiga já teve: Sítio ou Rancho de Formiga; Arraial de São Vicente Férrer; e Vila Nova de Formiga.
- Formiga é conhecida como a cidade das "Areias Brancas" e "Princesa d'Oeste".